# Ema
För andra betydelser, se EMA.

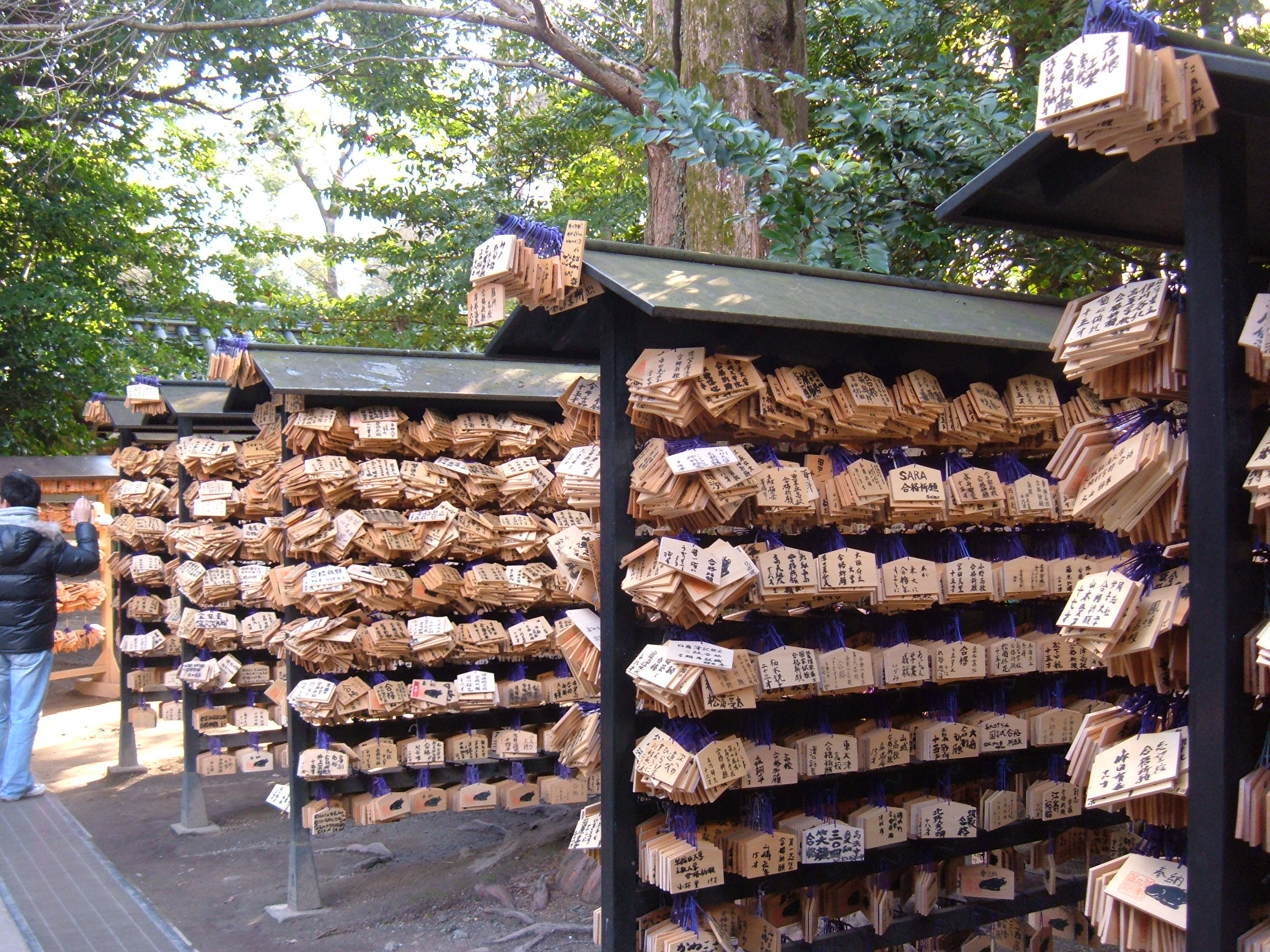
Ema-ställ i shintotemplet Kitano Tenman-gū i Kyoto

Ema (絵馬), är små träskyltar som shintoister skriver böner och önskningar på. Sedan hängs de upp i en jinja så att deras kami kan ta del av budskapet. Ofta bär ema bilder av djur eller andra shintorelaterade motiv. I vissa shintohelgedomar som till exempel Fushimi Inari-taisha är ema formade till rävhuvuden för att symbolisera Kitsune, Inaris avbild i djurform. Även ordet gan'i (願意) är vanligt på ema, vilket kan översättas till önskning.
I forna tider brukade folk donera hästar till helgedomar som en god gärning, men med tiden förenklades seden till att man donerade en staty föreställande en häst, sedan till en trätavla med ett motiv av en häst, och ännu senare till de olika träskyltar som säljs vid jinja idag.
Seden med ema sträcker sig åtminstone tillbaks till naraperioden, mellan åren 710-781.
Vanlig anledning att folk köper en ema är till exempel för att få framgång i arbetet eller i en examen, äktenskaplig lycka och andra vardagliga lyckoönskningar. Större tempel har ofta flera olika ema till salu för olika ändamål.
Inkomsten vid försäljning av ema hjälper till att driva jinja ekonomiskt.
Vid vissa helgedomar som till exempel Meiji jingū i Tokyo kan man hitta ema på flera olika språk, för att även turister ska förstå och kunna lämna sina önskningar.

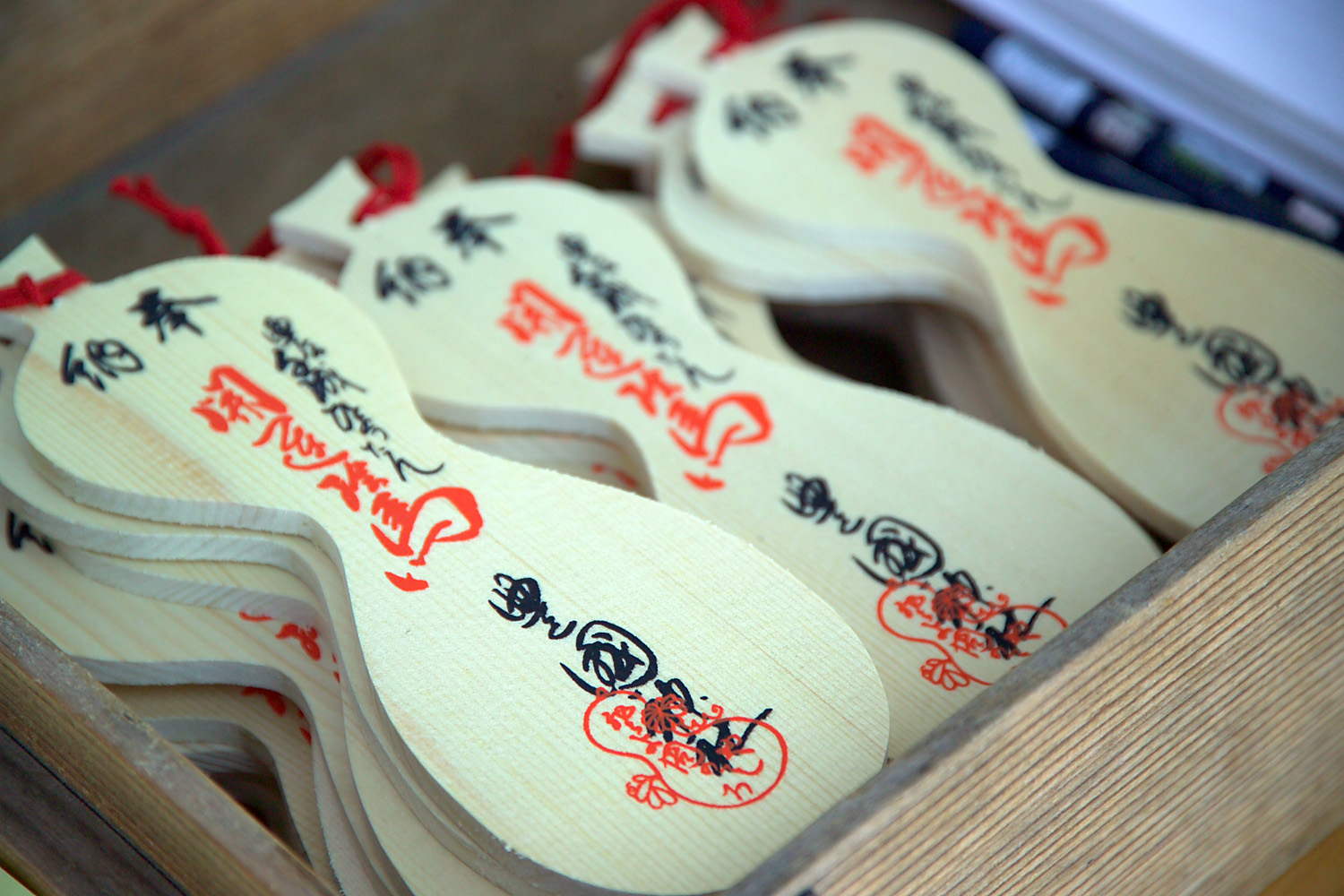
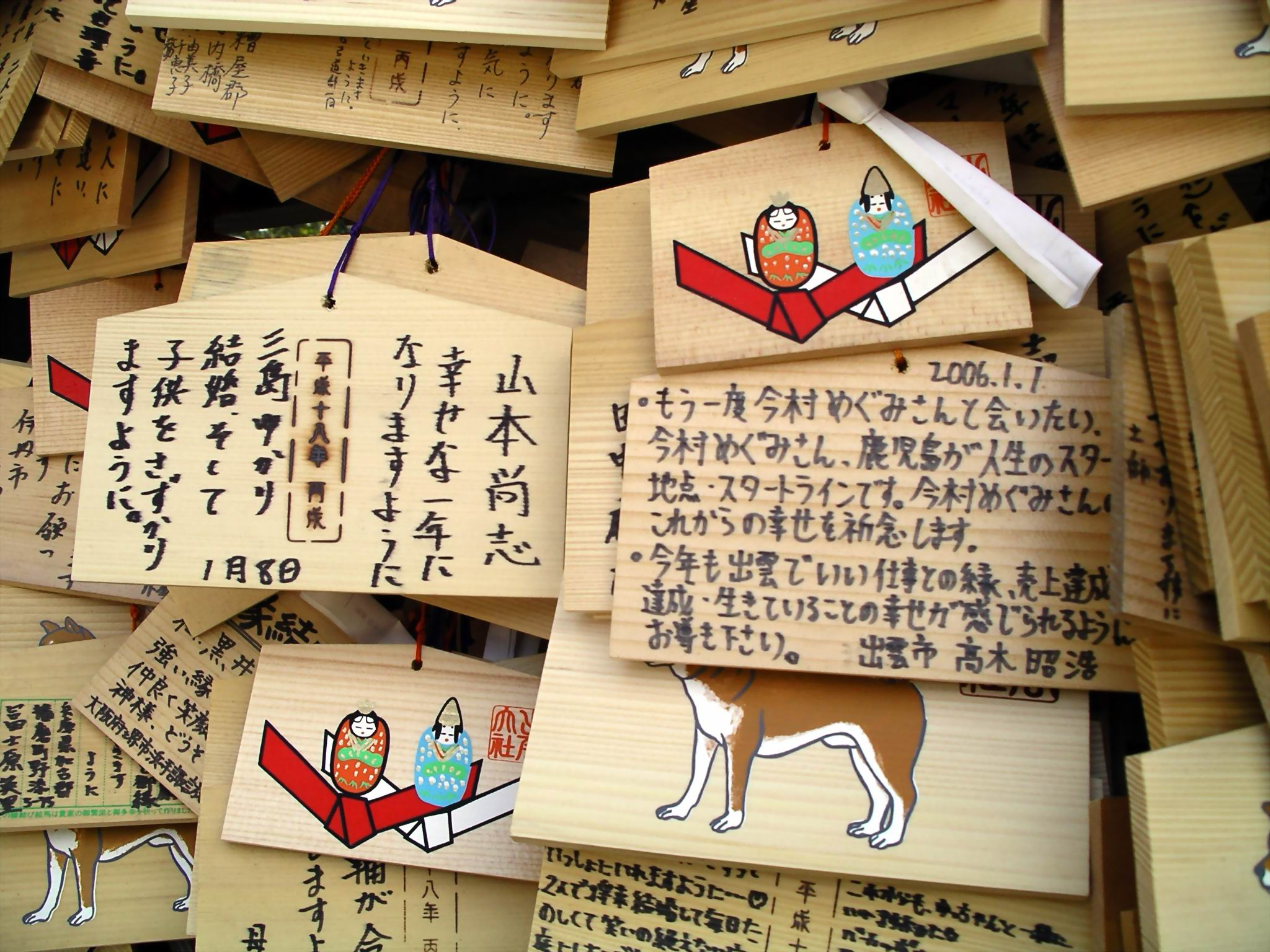
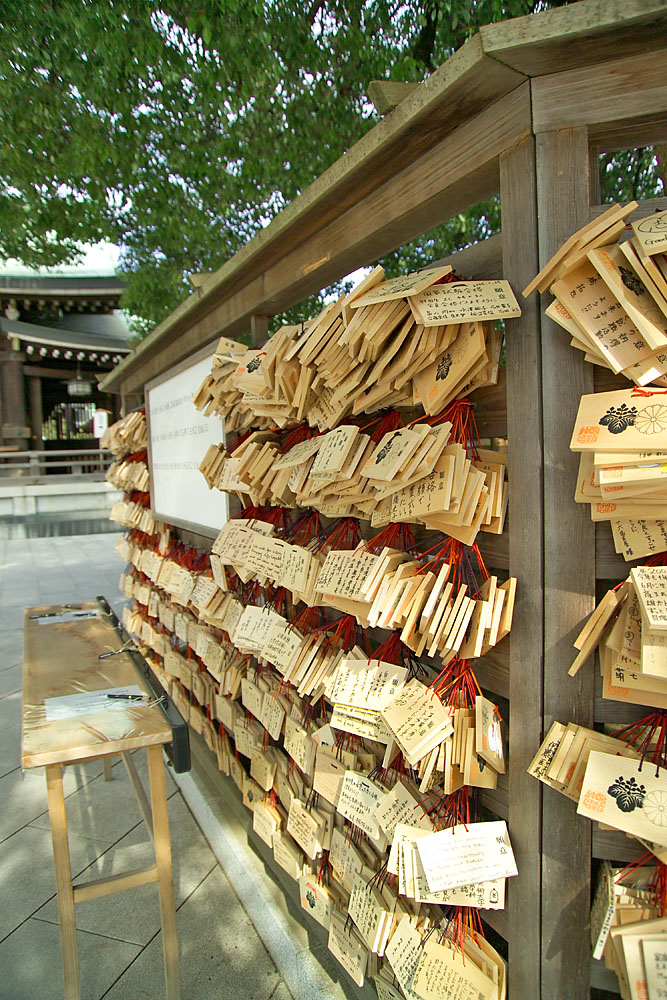
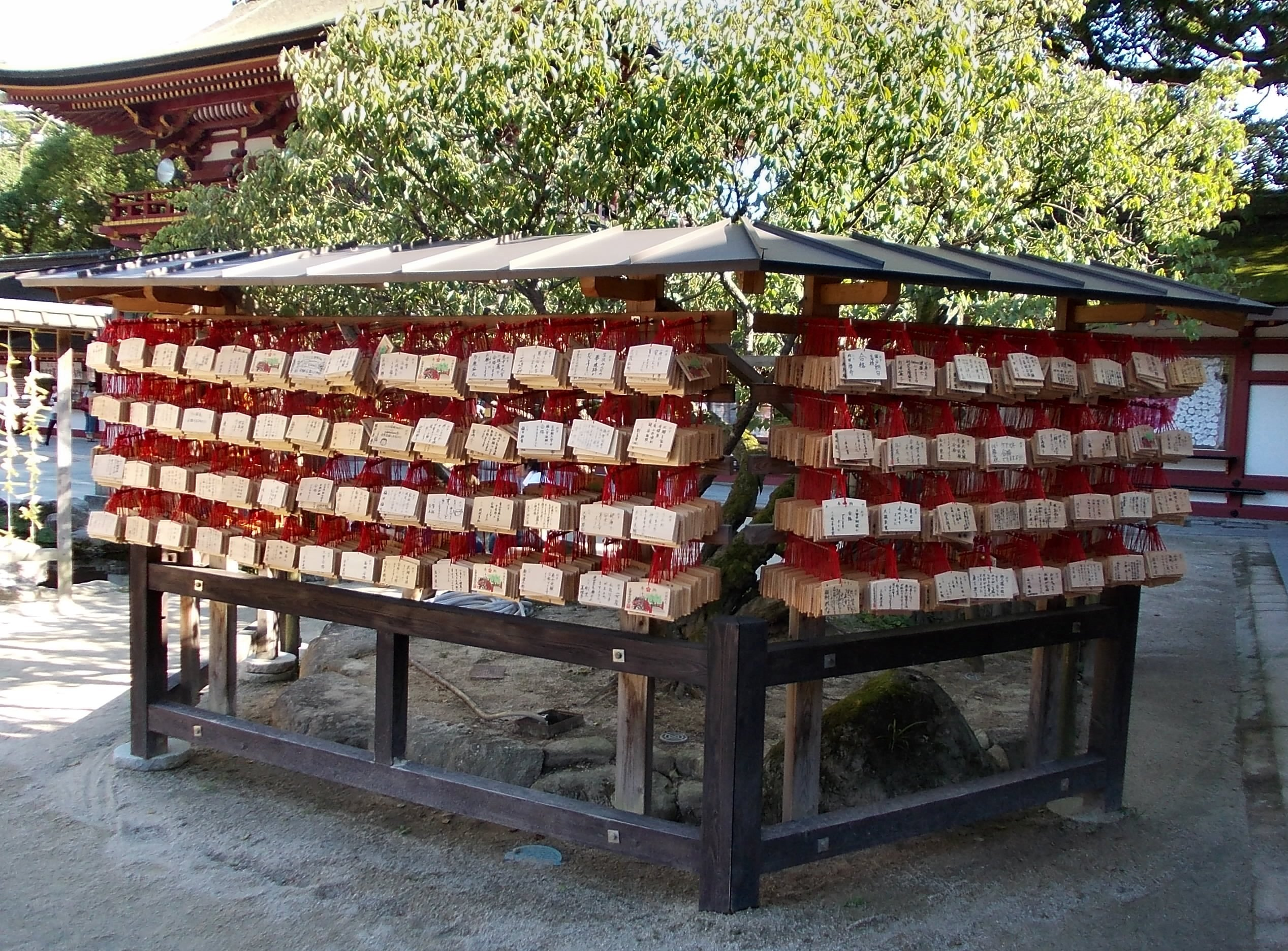
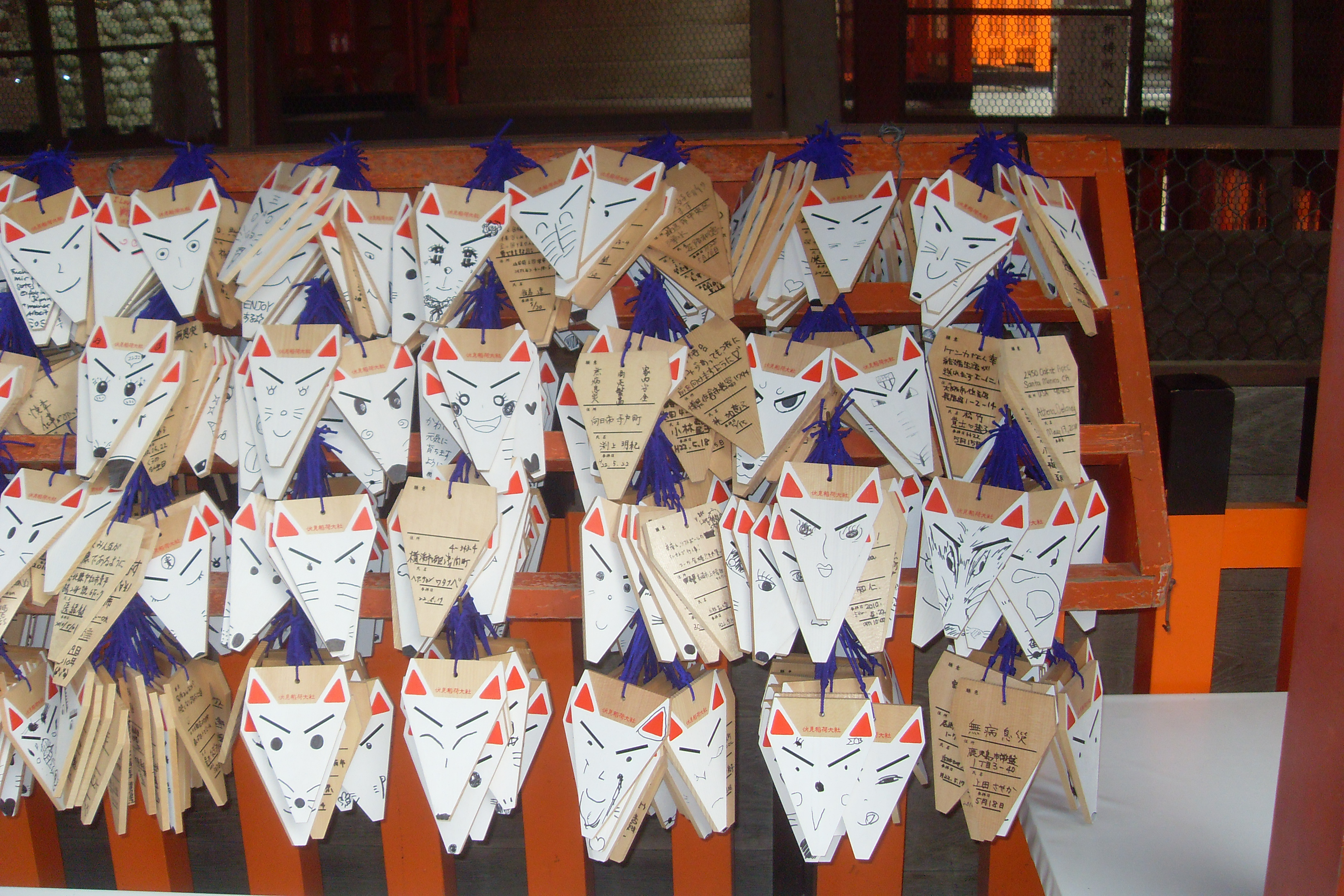

### Källa
- Encyclopedia of Shinto - Home : Offerings and Talismans : Ema